# Colonia Fernando Gutiérrez Barrios
Colonia Fernando Gutiérrez Barrios är en ort i Mexiko.   Den ligger i kommunen Tlalixcoyan och delstaten Veracruz, i den sydöstra delen av landet, 300 km öster om huvudstaden Mexico City. Colonia Fernando Gutiérrez Barrios ligger 20 meter över havet och antalet invånare är 204.
Terrängen runt Colonia Fernando Gutiérrez Barrios är mycket platt, och sluttar österut. Runt Colonia Fernando Gutiérrez Barrios är det ganska tätbefolkat, med 56 invånare per kvadratkilometer. Närmaste större samhälle är Tlalixcoyan, 10,3 km nordost om Colonia Fernando Gutiérrez Barrios. Trakten runt Colonia Fernando Gutiérrez Barrios består till största delen av jordbruksmark.